# Шотландский республиканизм

Флаг социалистического, республиканского движения Шотландии

Шотландксий республиканизм — идеологическое движение, основанное на идее создания республики в Шотландии вместо существующего британского монархического строя. Сторонники этой иделологии обычно также являются сторонниками движения за независимость Шотландии, Социалистической партии Шотландии, партией Зеленых Шотландии, партией Альба, а также членами других антимонархических и радикальных групп и организаций.

## История
Идеи республиканизма в Шотландии имеют глубокие корни, уходящие к периоду гражданских войн в Шотландии в середине XVIIв.. Одним из первых известных сторонников республиканизма в период, предшествовавший Унии 1706 года, был Эндрю Флетчер Салутнский, который активно выступал против объединения с Англией и потерей суверенитета шотландского народа. 
Одним из ярких основоположников республиканизма в Шотландии после объединения в Великобританию являлся Адам Фергюсон — учитель А. Смита. В отличие от теории Смита, он, напротив, связывал рост национального духа не с коммерцией, а с процветанием сильного государства. 
После неудачного референдума о независимости в 2014 году, большинство шотландцев продолжает придерживаться антимонархических взглядов. 
В настоящее время республиканизм активно продвигается группой Наша республика из Эдинбурга.